# Lysiphyllum cunninghamii
Lysiphyllum cunninghamii är en ärtväxtart som först beskrevs av George Bentham, och fick sitt nu gällande namn av De Wit. Lysiphyllum cunninghamii ingår i släktet Lysiphyllum och familjen ärtväxter. Inga underarter finns listade i Catalogue of Life.